# Josef Schlichter
Josef Schlichter (* 27. Juli 1879 in Schwelm; † 19. Mai 1952 in Hamm) war ein deutscher Politiker (parteilos).

## Leben und Werk

Grab auf dem Ostenfriedhof (Aufnahme 2006)

Nach dem Abitur im Jahre 1899 am Gymnasium Hammonense in Hamm studierte Schlichter Rechtswissenschaft und wurde 1909 besoldeter Stadtrat in Hamm. 1919 zum Oberbürgermeister gewählt konnte er das Amt erst im März 1920 – nach erfolgter Rückkehr aus französischer Kriegsgefangenschaft – antreten. In seiner Amtszeit wurden die Ringanlagen um die Hammer Altstadt ausgebaut und das Straßenbahnnetz erweitert. Verdienste erwarb er sich auch beim Ausbau der Katholischen Rektoratsschule (gegründet 1867) zu einem Realgymnasium, aus dem das heutige Märkischen Gymnasium hervorging. Nach Ablauf seiner zwölfjährigen Amtszeit wurde er im April 1931 wiedergewählt. Am 13. April 1933 zunächst beurlaubt wurde er am 1. August 1933 zwangspensioniert. Im August 1945 wurde er von der britischen Militärregierung wieder als Oberbürgermeister eingesetzt. Vom 7. November 1945 bis 29. April 1946 verwaltete er außerdem das neugeschaffene Amt des Oberstadtdirektors. Am 4. November 1946 gab er aus Gesundheitsgründen auch das Amt des Oberbürgermeisters ab. Am 19. Mai 1952 verstarb Schlichter. Sein Grab befindet sich auf dem Hammer Ostenfriedhof.

## Ehrungen
- 1946 wurde ihm das Ehrenbürgerrecht der Stadt Hamm verliehen.
- 1949 wurde die Lindenallee, die von der Ostenallee abzweigt, in Josef-Schlichter-Allee umbenannt.